# Eubazus fuscipes
Eubazus fuscipes is een insect dat behoort tot de orde vliesvleugeligen (Hymenoptera) en de familie van de schildwespen (Braconidae). De wetenschappelijke naam van de soort werd voor het eerst geldig gepubliceerd door Herrich-Schaffer in 1838.